# سیارک ۱۰۰۲۴
سیارک ۱۰۰۲۴ (به انگلیسی: 10024 Marthahazen، نامگذاری:1980EB) ده هزار و بیست و چهارمین سیارک کشف شده‌است که در ۱۰ مارس ۱۹۸۰ کشف شد.